# 比亚里茨巴斯克地区机场
比亚里茨机场，商业名称为比亚里茨巴斯克地区机场（法語：Aéroport de Biarritz-Pays Basque），是法国西部城市比亚里茨的城市客运机场，横跨比亚里茨和昂格莱特两个市镇，靠近北巴斯克地区中心城市巴约讷，距离比亚里茨市中心大约3公里。

## 历史
巴斯克地区的首个机场建于1928年，彼时开行巴黎—波尔多—比亚里茨航班，主要乘客为来巴斯德地区度假的英国人。二战结束后，巴斯克地区启动新民用机场建设项目，经过当地政府及航空组织协商，机场最终选址于比亚里茨东郊，比亚里茨机场于1954年4月11日建成。

## 航空公司与目的地
截至2024年11月，比亚里茨机场开行前往五个机场的固定航线和十余条季节性航线。
| 航空公司     | 目的地                                                               |
| ------------ | -------------------------------------------------------------------- |
| 漢莎航空     | 季节性：法蘭克福、慕尼黑                                             |
| 维罗提航空   | 季节性：史特拉斯堡                                                   |
| 法国航空     | 巴黎戴高乐、里昂 季节性：阿雅克肖、日内瓦                            |
| 法国泛航航空 | 马赛、巴黎-奥利                                                      |
| 瑞安航空     | 布鲁塞尔-沙勒罗瓦、倫敦史坦斯特 季节性：都柏林、奧廖阿爾塞廖、愛丁堡 |
| 卢森堡航空   | 季节性：卢森堡                                                       |
| 雪绒花航空   | 季节性：苏黎世                                                       |
| 瑞士国际航空 | 季节性：日内瓦                                                       |
| 北欧航空     | 季节性：哥本哈根、斯德哥爾摩                                         |
| 易捷航空     | 里昂 季节性：巴塞尔-米卢斯-弗赖堡、尼斯、盖特威克、里昂              |

## 接驳交通
比亚里茨机场前方建有停车场。巴斯克地区城市公共交通公交3路、4路和36路可直通比亚里茨及巴约讷市区。